# Rob Thomas (schrijver)

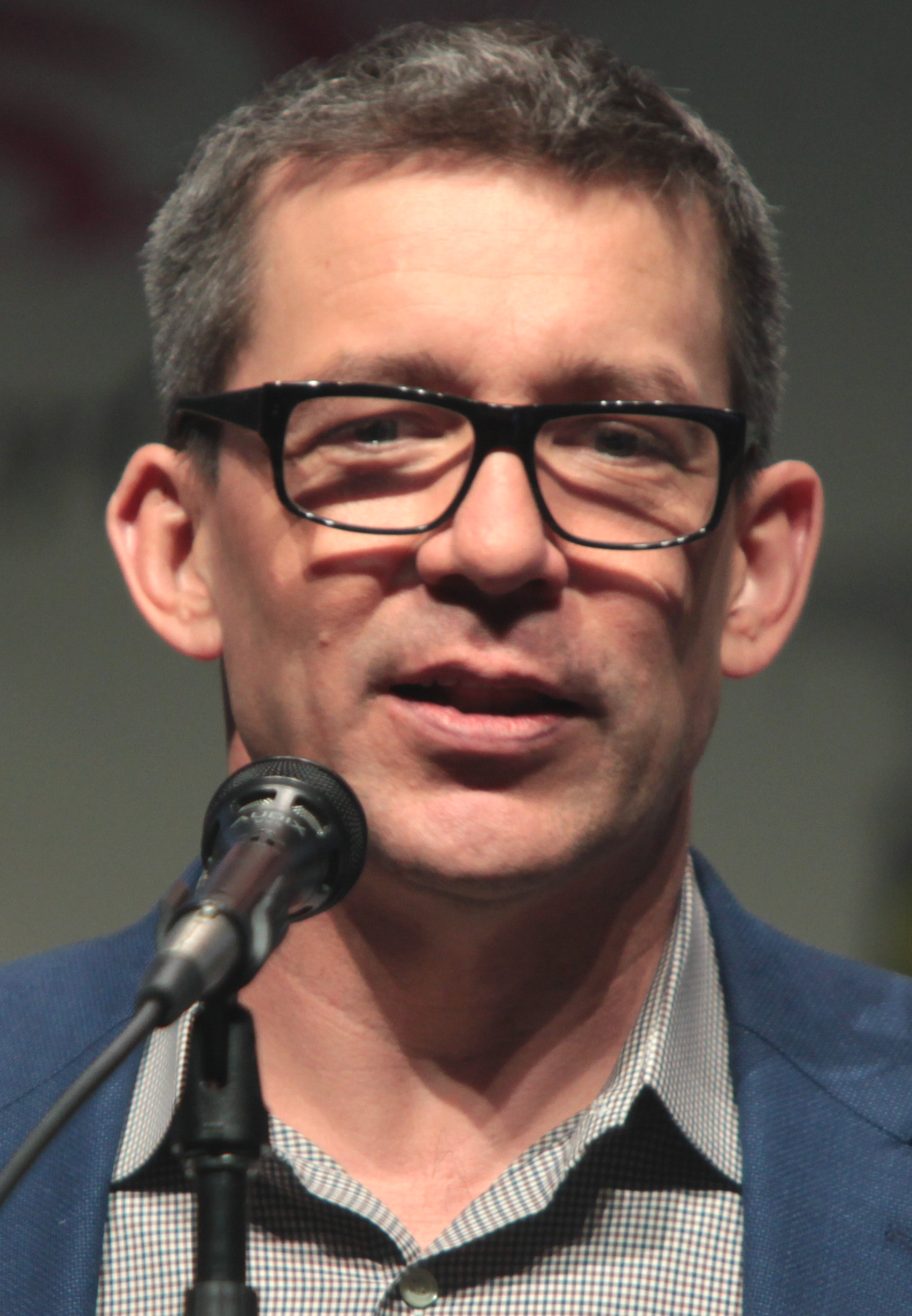
Thomas in 2015

Rob Thomas (Sunnyside (Washington), 15 augustus 1965) is een Amerikaanse auteur en scenarioschrijver, hij is het best bekend van zijn boek Rats Saw God en zijn televisieserie Veronica Mars.
Voor hij begon met schijven, onderwees Thomas journalistiek aan de middelbare school, adviseerde bij het studentenmagazine van de Universiteit van Texas en hij werkte voor Channel One News. Vanuit de laatste ervaring is zijn boek Satellite Down voortgekomen.
Zijn eerste erkenning als televisieschrijver kwam in een aflevering van Space Ghost Coast to Coast die door Cartoon Network werd uitgezonden. Hij scheef mee aan het eerste seizoen van de serie Dawson's Creek. Hij was executive producer en hielp bij het ontwikkelen van de serie Cupid, een door de critici toegejuichte dramaserie die al snel stopte, mede dankzij een slechte uitzendtijd. Die leidde ertoe dat Thomas gevraagd werd de serie Snoops van ABC te lijden, hij verliet de serie vanwege verschil van inzicht met producent David E. Kelley. Thomas kreeg in 2004 zijn eigen, door critici toegejuichte maar slecht bekeken serie Veronica Mars, welke op 3 oktober 2006 aan haar derde (en voorlopig laatste) seizoen begon op The CW.
Thomas scheef ook in 1999 de film Fortune Cookie, paste het script voor Drive Me Crazy aan en regisseerde On Air, een film van twintig minuten over een verhaal uit Doing Time.

## Boeken
- Rats Saw God (1996) (ISBN 0689807775)
- Slave Day (1997) (ISBN 068982193X)
- Doing Time: Notes from the Undergrad (1997) (ISBN 0689824149)
- Satellite Down (1998) (ISBN 0689830521)
- Green Thumb (1999) (ISBN 0689828861)

## Televisieprogramma’s
- Dawson's Creek (schrijver)
- Cupid (executive producer, schrijver)
- Snoops
- Veronica Mars (bedenker, schrijver, executive producer)

## Films
- Fortune Cookie (1999) (schrijver)
- Drive Me Crazy (1999) (scenarioschrijver)